# Eucalyptus ammophila
Eucalyptus ammophila är en myrtenväxtart som beskrevs av Murray Ian Hill Brooker och A. Slee. Eucalyptus ammophila ingår i släktet Eucalyptus och familjen myrtenväxter. Inga underarter finns listade i Catalogue of Life.